# Hierochloe
Genre
Hierochloe est un genre de plantes monocotylédones de la famille des Poaceae, sous-famille des Pooideae, qui compte environ 35 espèces.
Ce sont des plantes herbacées vivaces rhizomateuses, originaires des régions tempérées et subarctique d'Eurasie et d'Amérique du Nord, bien que certaines espèces s'étendent aussi plus au Sud en Australie et en Amérique latine,.

## Liste d'espèces
Selon Catalogue of Life (15 janvier 2017) :
- Hierochloe alpina (Sw. ex Willd.) Roem. & Schult.
- Hierochloe australis (Schrad.) Roem. & Schult.
- Hierochloe brunonis Hook.f.
- Hierochloe cuprea Zotov
- Hierochloe davidsei R.W.Pohl
- Hierochloe equiseta Zotov
- Hierochloe flexuosa Hook.f.
- Hierochloe fraseri Hook.f.
- Hierochloe fusca Zotov
- Hierochloe glabra Trin.
- Hierochloe gunckelii Parodi
- Hierochloe helenae Prob.
- Hierochloe juncifolia (Hack.) Parodi
- Hierochloe khasiana C.B.Clarke ex Hook.f.
- Hierochloe laxa Hook.f.
- Hierochloe mexicana (Rupr. ex E.Fourn.) Hitchc.
- Hierochloe novae-zelandiae Gand.
- Hierochloe occidentalis Buckley
- Hierochloe odorata (L.) P.Beauv.
- Hierochloe pauciflora R.Br.
- Hierochloe pluriflora Koidz.
- Hierochloe potaninii Tzvelev
- Hierochloe pusilla Hack.
- Hierochloe quebrada Connor & Renvoize
- Hierochloe rariflora Hook.f.
- Hierochloe recurvata (Hack.) Zotov
- Hierochloe redolens (Vahl) Roem. & Schult.
- Hierochloe repens (Host) P.Beauv.
- Hierochloe spicata Parodi
- Hierochloe submutica F.Muell.
- Hierochloe tibetica Bor
- Hierochloe utriculata (Ruiz & Pav.) Kunth
- Hierochloe wendelboi G.Weim.
- Hierochloe zinserlingii Tzvelev